# Pieve di San Lorenzo (Montiglio Monferrato)
La pieve di San Lorenzo, architettura romanica di notevole interesse, sorge isolata accanto al cimitero di Montiglio Monferrato, nel luogo in cui un antico borgo si concentrava attorno alla sua chiesa prima che, nel XIII-XIV secolo, la popolazione decidesse progressivamente di spostarsi, per riceverne protezione all'interno delle fortificazioni del castello barricato su un'altura vicina.

## Storia
Non vi sono documenti che attestano il periodo in cui la pieve fu edificata. Raffronti stilistici collocano la sua fondazione attorno alla metà del XII secolo, nel periodo di grande fioritura del romanico nel Monferrato astigiano: essa condivide con la chiesa di San Secondo a Cortazzone, di Santa Fede a Cavagnolo, dei Santi Nazario e Celso a Montechiaro d'Asti il bicromatismo delle strutture murarie (dato dall'accostamento dei mattoni con i blocchi di pietra arenaria, la presenza di capitelli in pietra scolpita, e l'impiego di una notevole varietà di elementi decorativi, quali archetti pensili, semplici ed intrecciati, mensole scolpite, cornici con motivo a scacchiera.
Cessate le sue funzioni di plebania, la chiesa dopo il XIII- XIV secolo assunse il ruolo di cappella cimiteriale, ruolo che conserva; subì nel tempo molte modifiche che non hanno tuttavia compromesso severamente la sua impronta romanica.
La chiesa presentava originariamente tre navate terminanti in altrettante absidi; le absidiole delle navate laterali furono demolite con le ristrutturazioni che intervennero nel XVIII secolo, quando vennero edificate le due strutture murarie quadrate poste in corrispondenza dell'innesto dell'abside centrale, che sporgono dal perimetro della chiesa quasi a rappresentarne il transetto. La stessa fisionomia interna delle navate laterali fu modificata, ricavandone una serie di cappelle a pianta semiesagonale.
Nulla resta dell'originale facciata della chiesa: fu ricostruita nell'Ottocento adottando un incongruo stile neoclassico, poi rifatta negli anni 1955-59 nelle più sobrie forme.

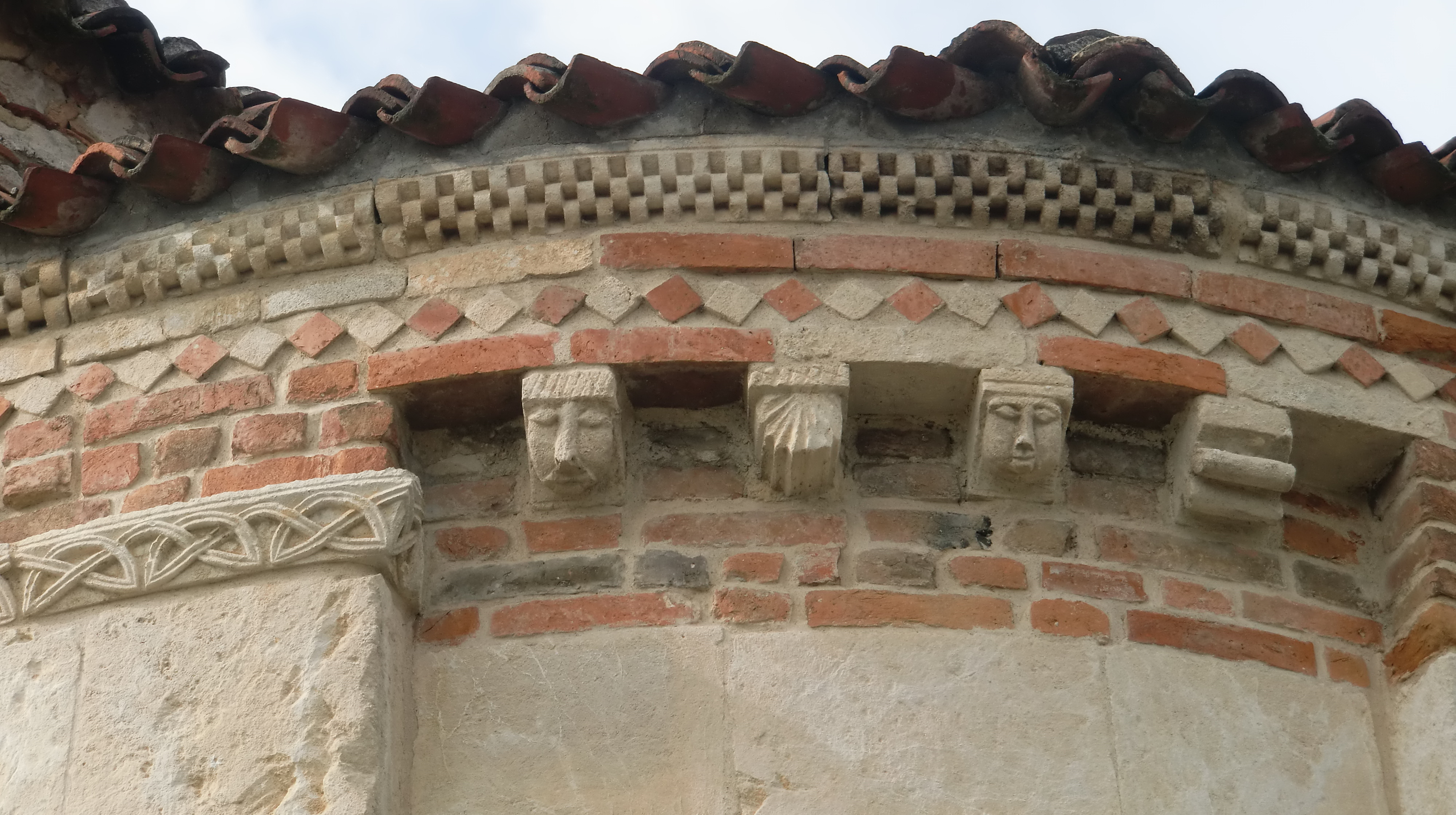
Decorazioni dell'abside

## Descrizione

### Esterno
Gli elementi decorativi presenti sulle pareti laterali della chiesa e sull'abside costituiscono interessanti testimonianze del periodo romanico.

Le pareti esterne delle navate laterali presentano tre monofore che danno luce all'edificio, e sono quasi prive di decorazioni, specie quella settentrionale, mentre le monofore del fianco meridionale mostrano sobrie colonnine che ne impreziosiscono lo strombo e la presenza di un motivo a treccia che parte dai capitelli e continua sulla parete. Sempre a testimoniare la maggior attenzione decorativa dedicata al lato sud, si osserva come la parte in alto della navata centrale sia riccamente decorata: sotto la falda del tetto corre una cornice scolpita con motivi floreali, al di sotto della quale è posta una doppia serie di archetti pensili che poggiano su mensoline decorate con testine, palmette e altri motivi stilizzati, tutti diversi tra loro. Un po' meno ricca è l'omologa decorazione sul lato nord della navata centrale, dove troviamo solamente una serie di archetti semplici, sovrastati da una cornice con motivi a treccia.
Alquanto suggestivo è l'aspetto esterno dell'abside centrale (l'unica superstite, ricostruita per altro non si sa con quanta fedeltà alla fine del Settecento)) che si connota piacevolmente per l'alternarsi del rosso dei mattoni ed il biondo dorato dell'arenaria. Due lesene dividono verticalmente il semicilindro dell'abside in tre specchiature: nelle due laterali si apre una monofora. In alto, una serie di mensole decorate con testine e forme geometriche è sovrastata da una cornice formata da due file sottili di mattoni al cui interno è posta una fascia di rombi in cotto e in pietra che si alternano tra loro; più in altro ancora, sotto l'imposta del tetto, troviamo una fascia scolpita a scacchiera o a damier, (elemento decorativo che ricorre nel romanico in terra di Monferrato astigiano).

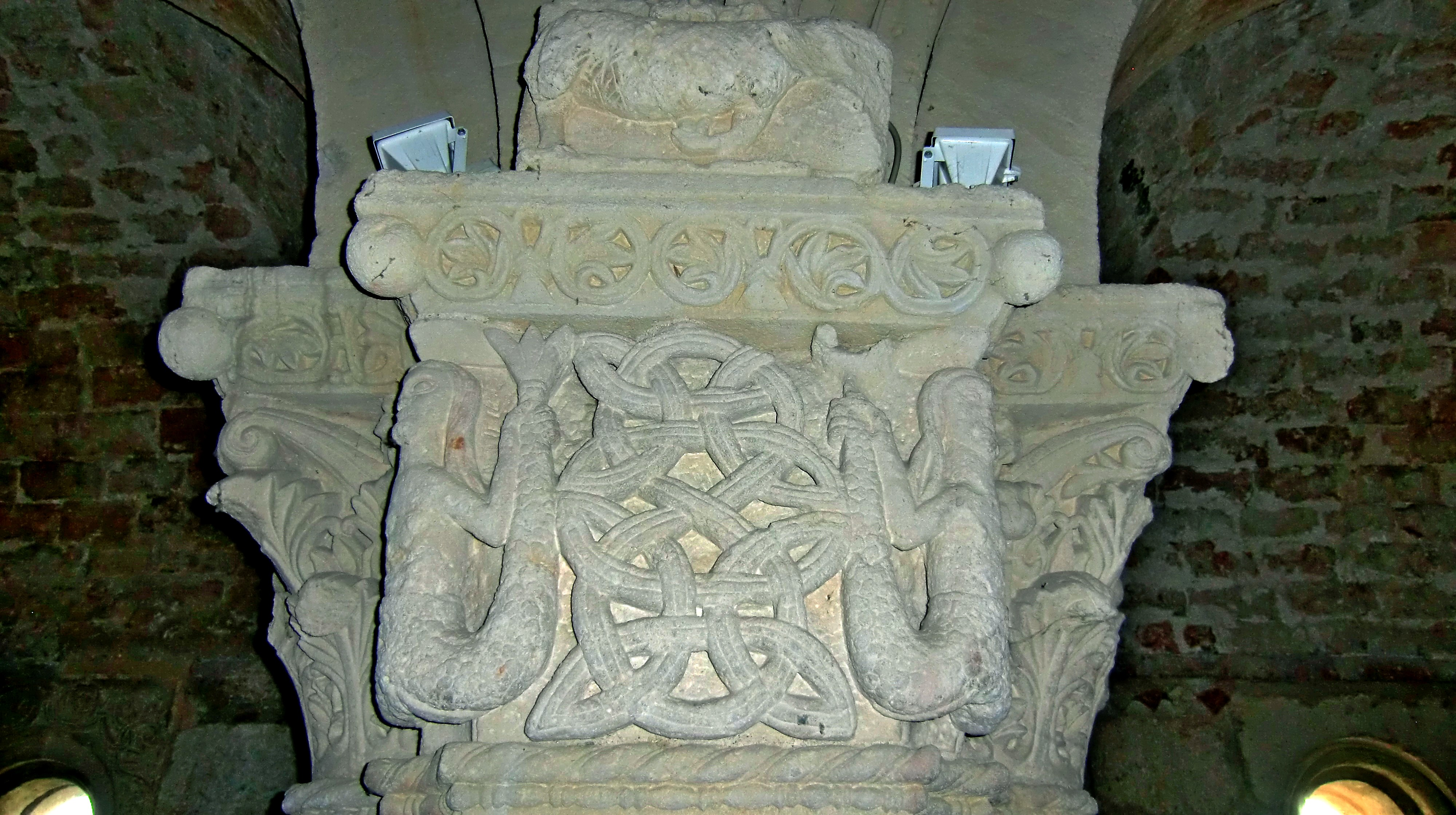
Capitello con sirene bicaudate e motivo ad intreccio

### Interno
L'interno della chiesa presenta una navata unica con un breve transetto (derivante dalle aggiunte settecentesche); le campate sono segnate da quattro archi longitudinali per lato che immettono nelle cappelle laterali di forma poligonale. La navata ha una copertura a botte realizzata in mattoni (anch'essa frutto di una ricostruzione) che si raccorda alle pareti con una cornice scolpita a damier.
Gli archi a tutto sesto, sostenuti da pilastri cruciformi con semicolonne addossate, sono sormontati da una doppia ghiera e da una cornice che riprende, per lo più, il consueto motivo a damier. Nelle trasformazioni settecentesche il lato dei pilastri (con relativi capitelli) che dava verso le navate laterali è stato murato per ricavarne le cappelle.
Di grande interesse sono i capitelli, tutti diversi tra loro, che sormontano le semicolonne e i pilastri formando nel loro insieme una gamma di motivi tipici dell'iconografia medievale, spesso di non facile lettura. Oltre a capitelli con motivi vegetali e motivi a intrecci, sono presenti capitelli con sirene bicaudate, figure mostruose, uccelli con chicchi d'uva nel becco, figure umane avviluppate da tralci di vite ed altro ancora.
Numerosi reperti raccolti all'esterno che testimoniano la storia e le vicende architettoniche della pieve sono state classificate ed esposte all'interno della chiesa; tra essi spicca la figura di un telamone di incerta identificazione che doveva essere inserito nell'antica facciata.

## Galleria d'immagini

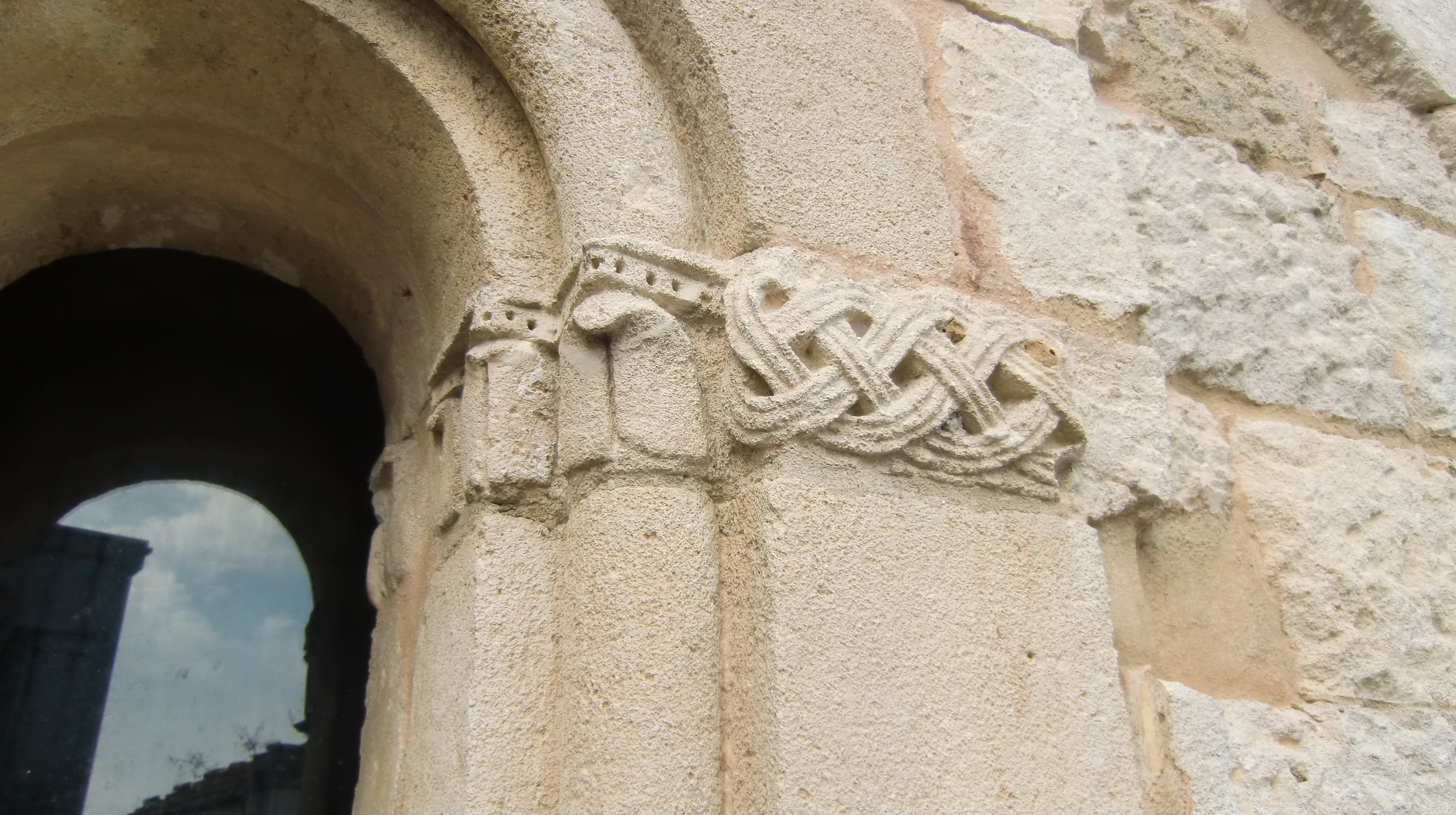
Capitelli e motivo a treccia: particolare di una monofora sul fianco sud
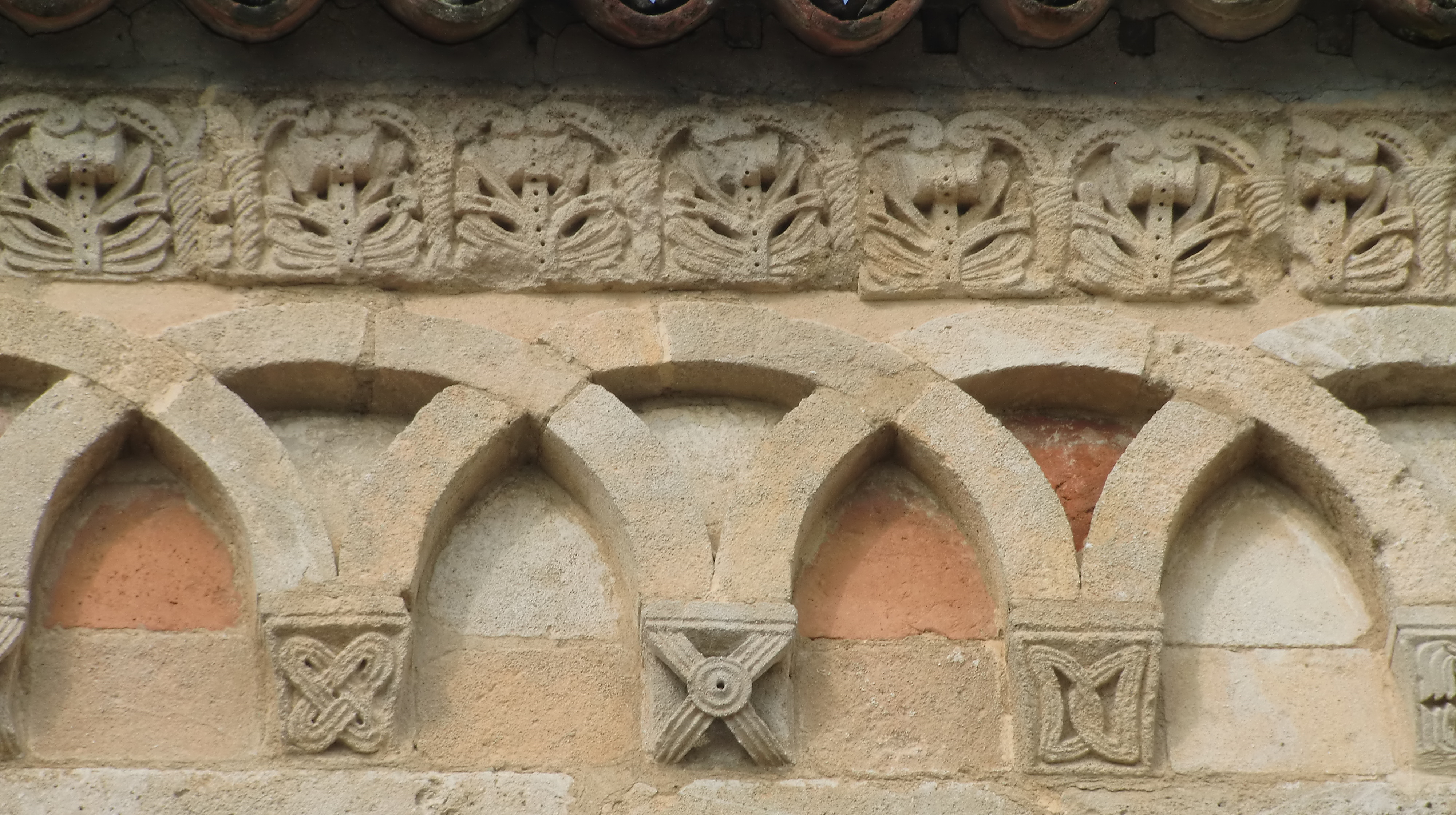
Decorazioni esterne sulla parete sud della navata maggiore
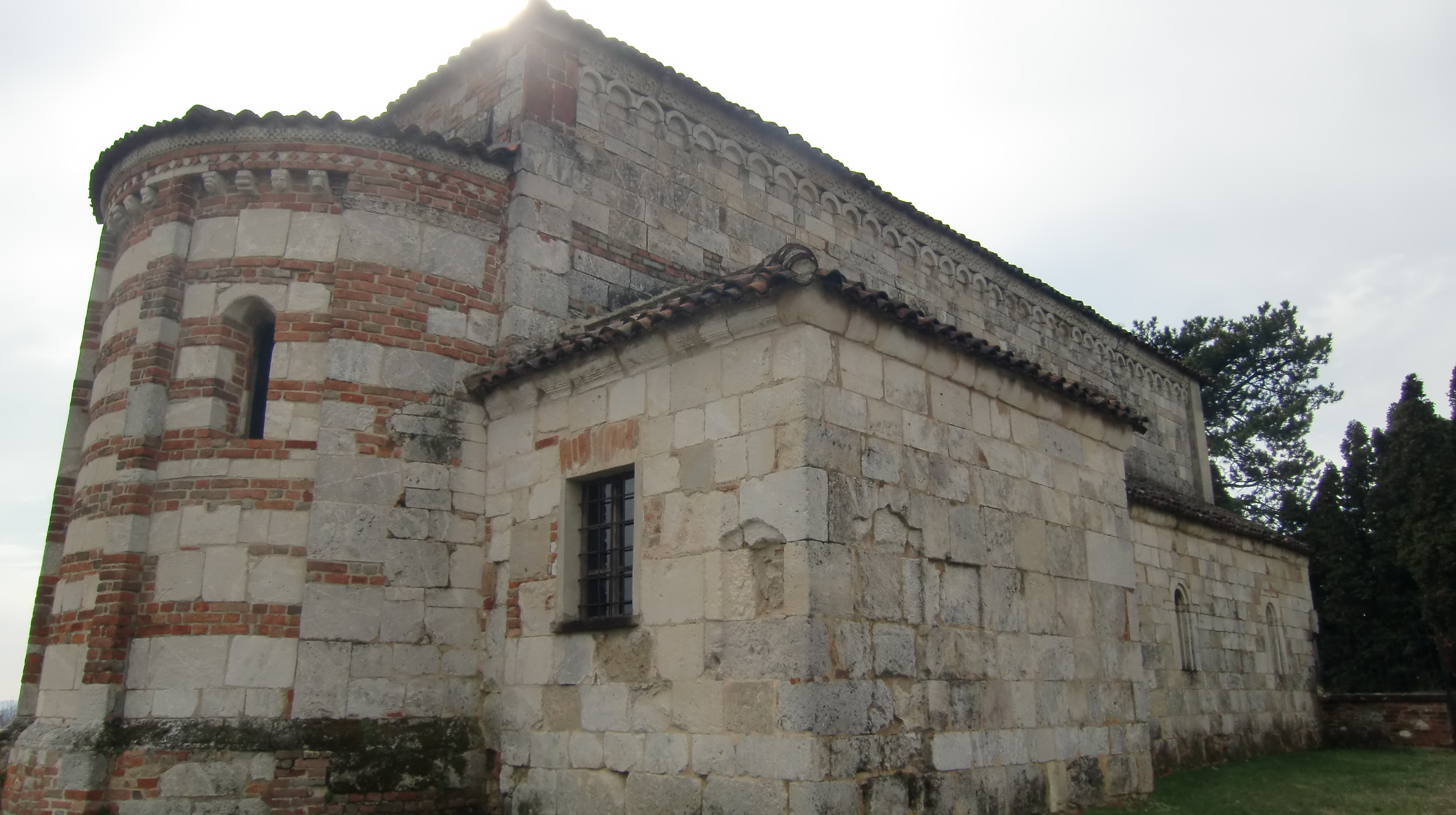
Veduta dell'abside e del fianco nord della chiesa
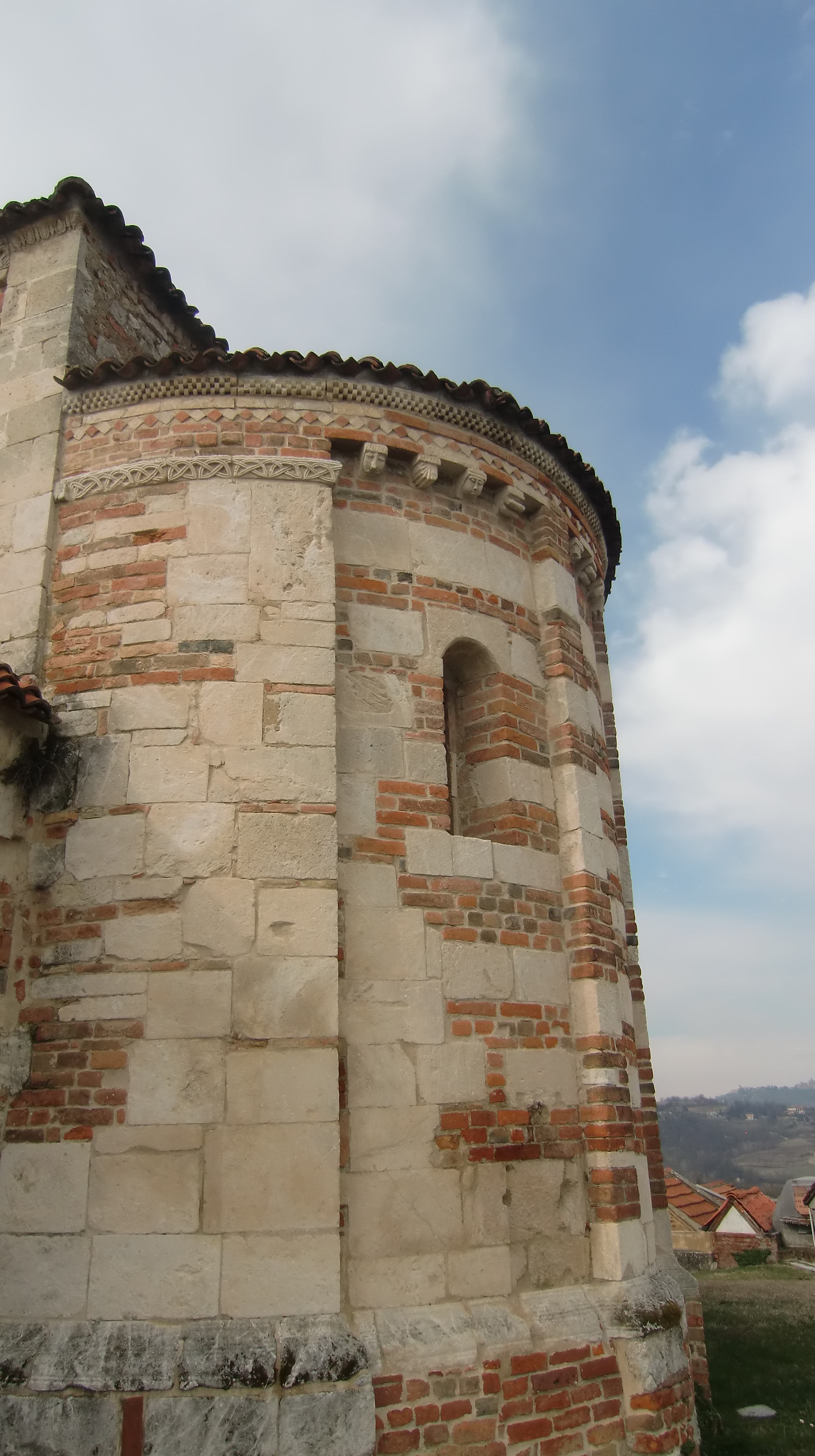
Veduta dell'abside
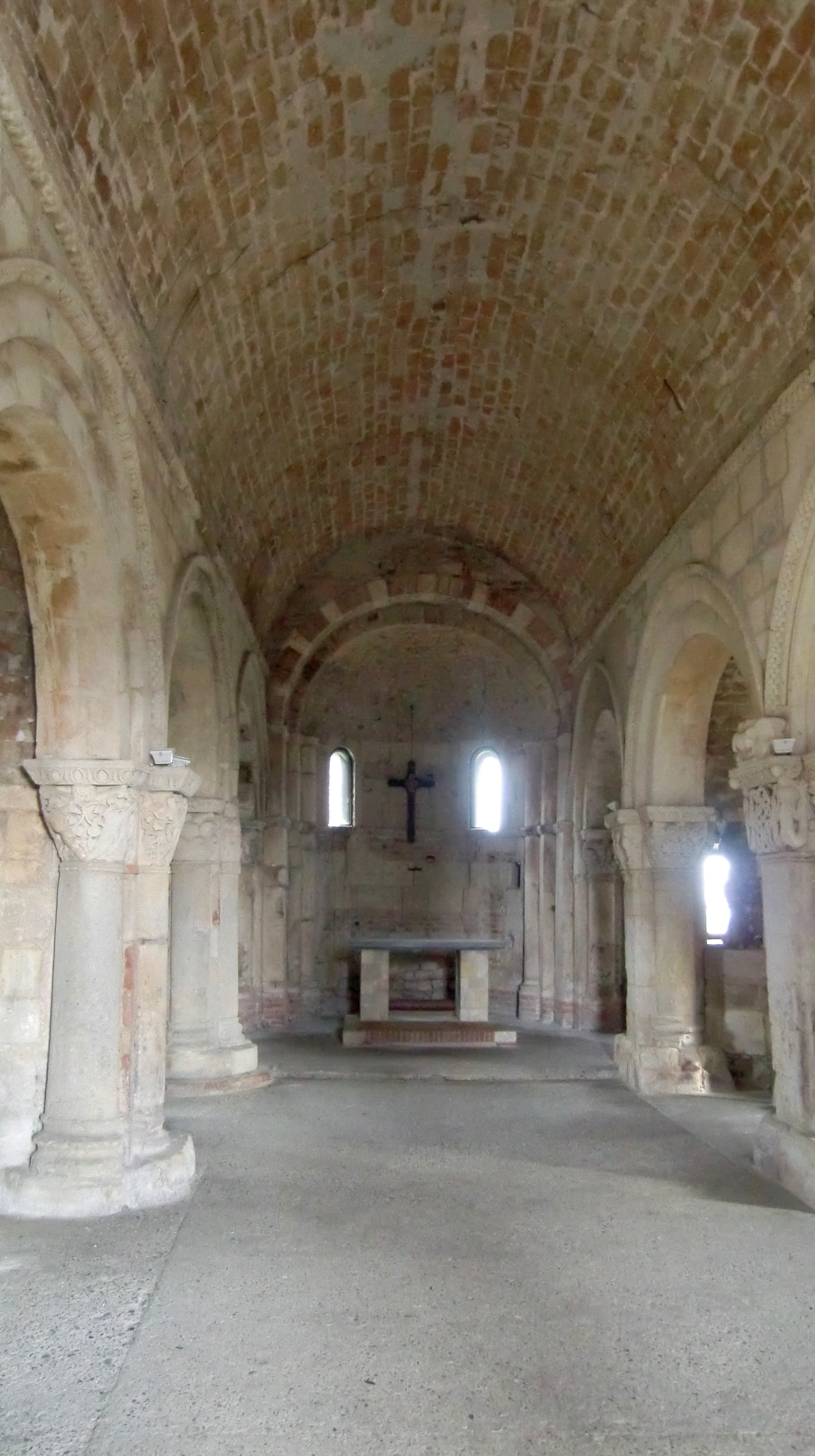
Veduta dell'interno della chiesa
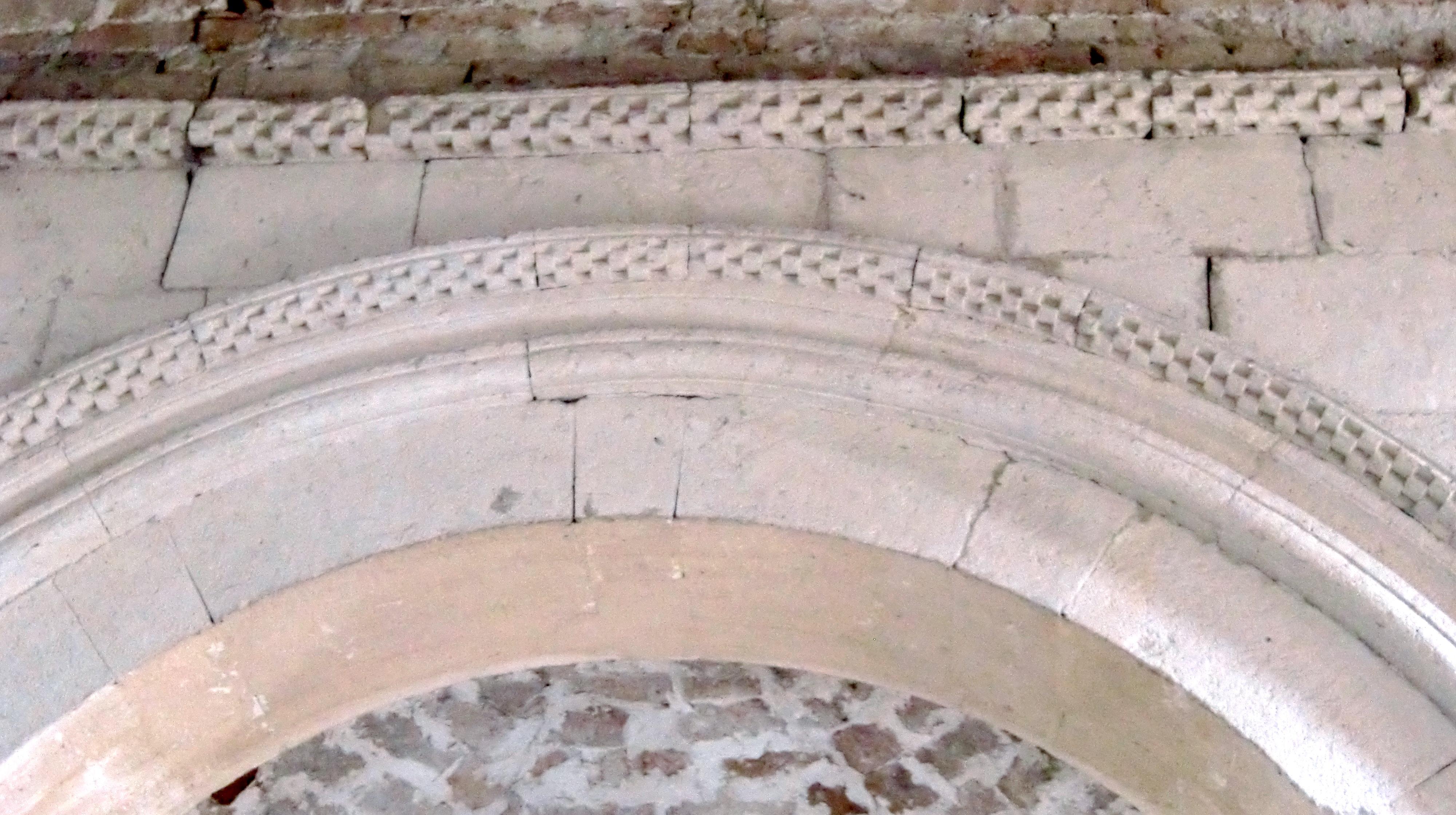
Ghiere degli archi interni e decorazioni a damier
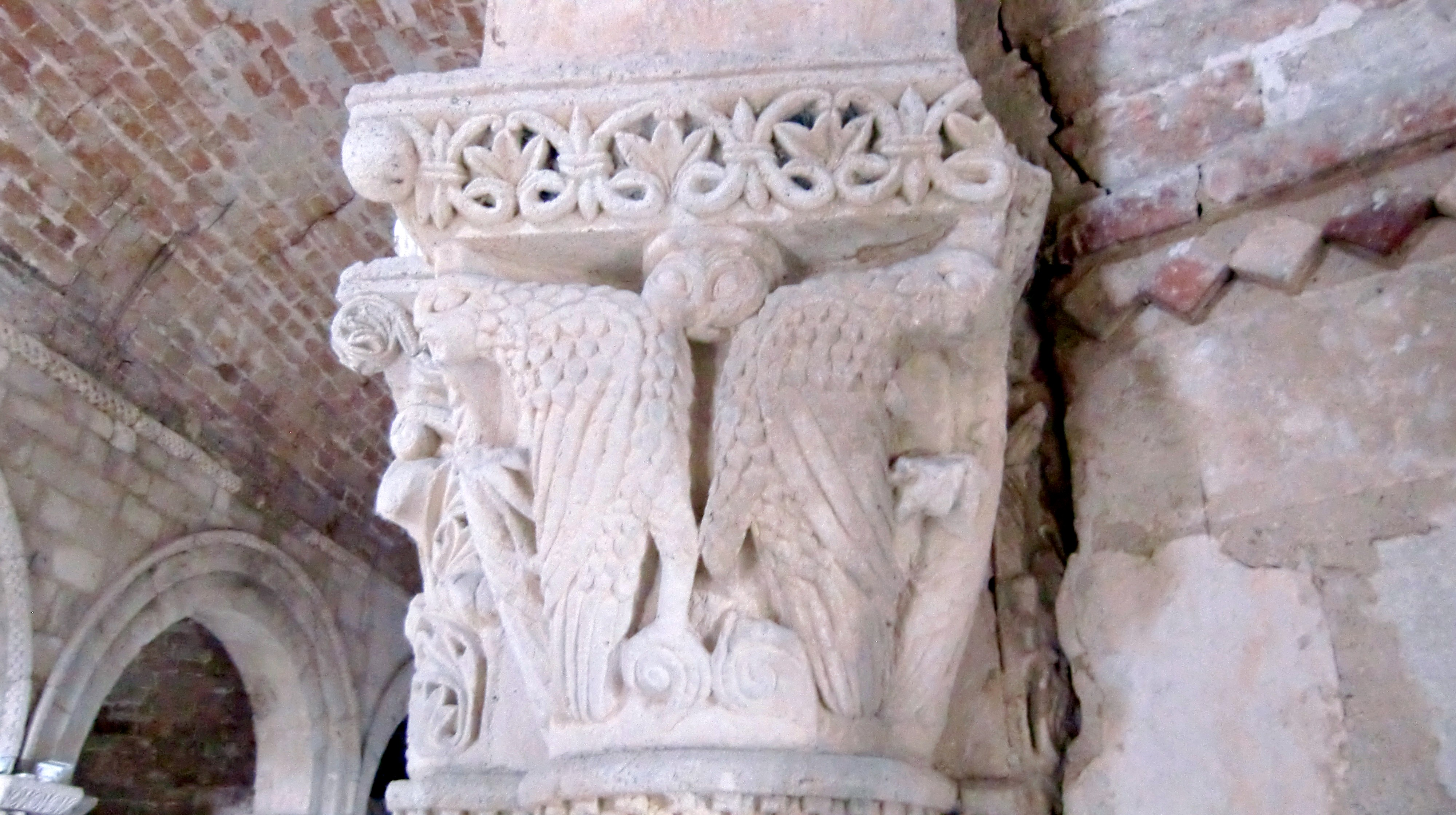
Capitello con aquile e figura mostruosa
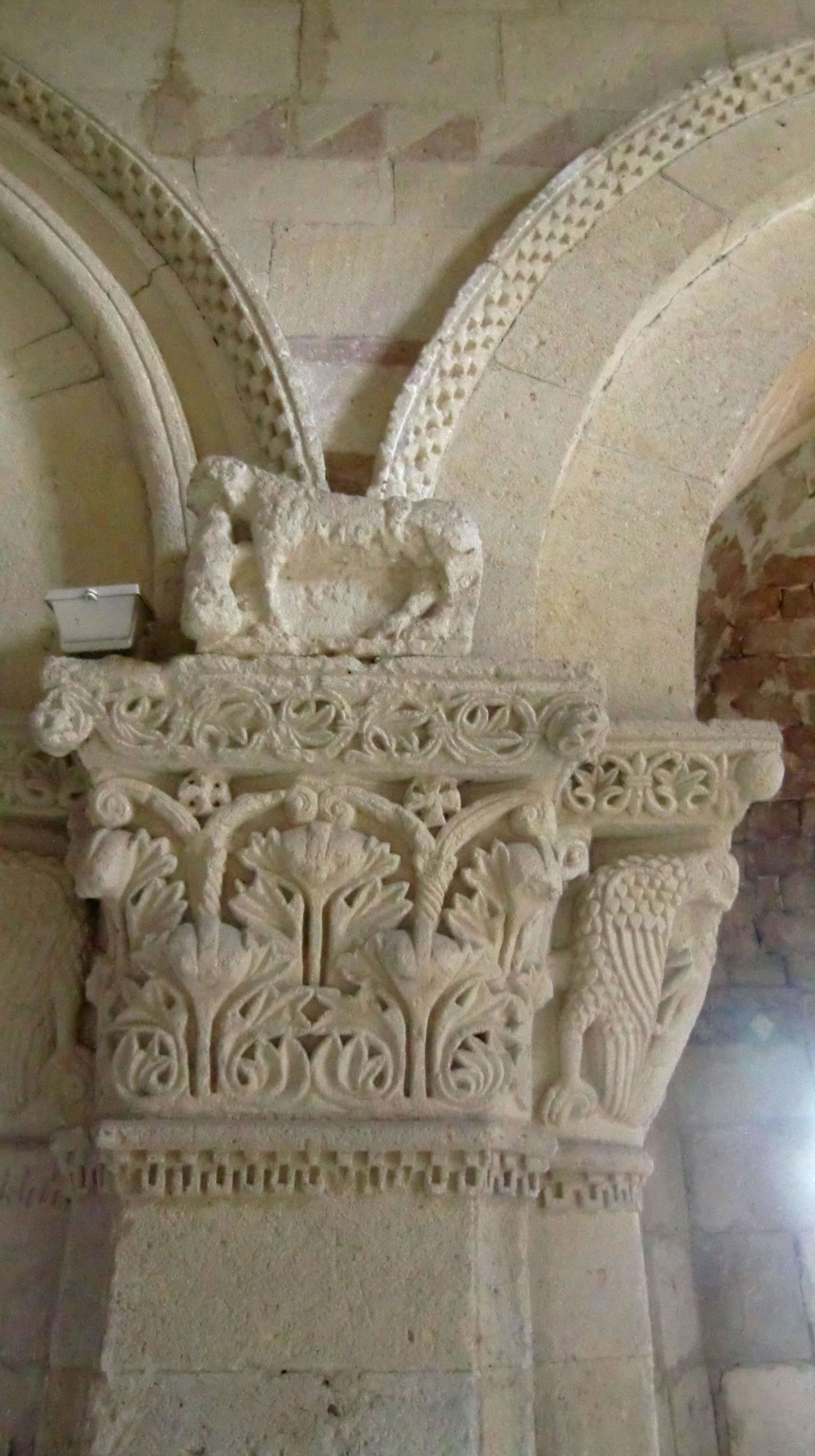
Caspitello con foglie d'acanto
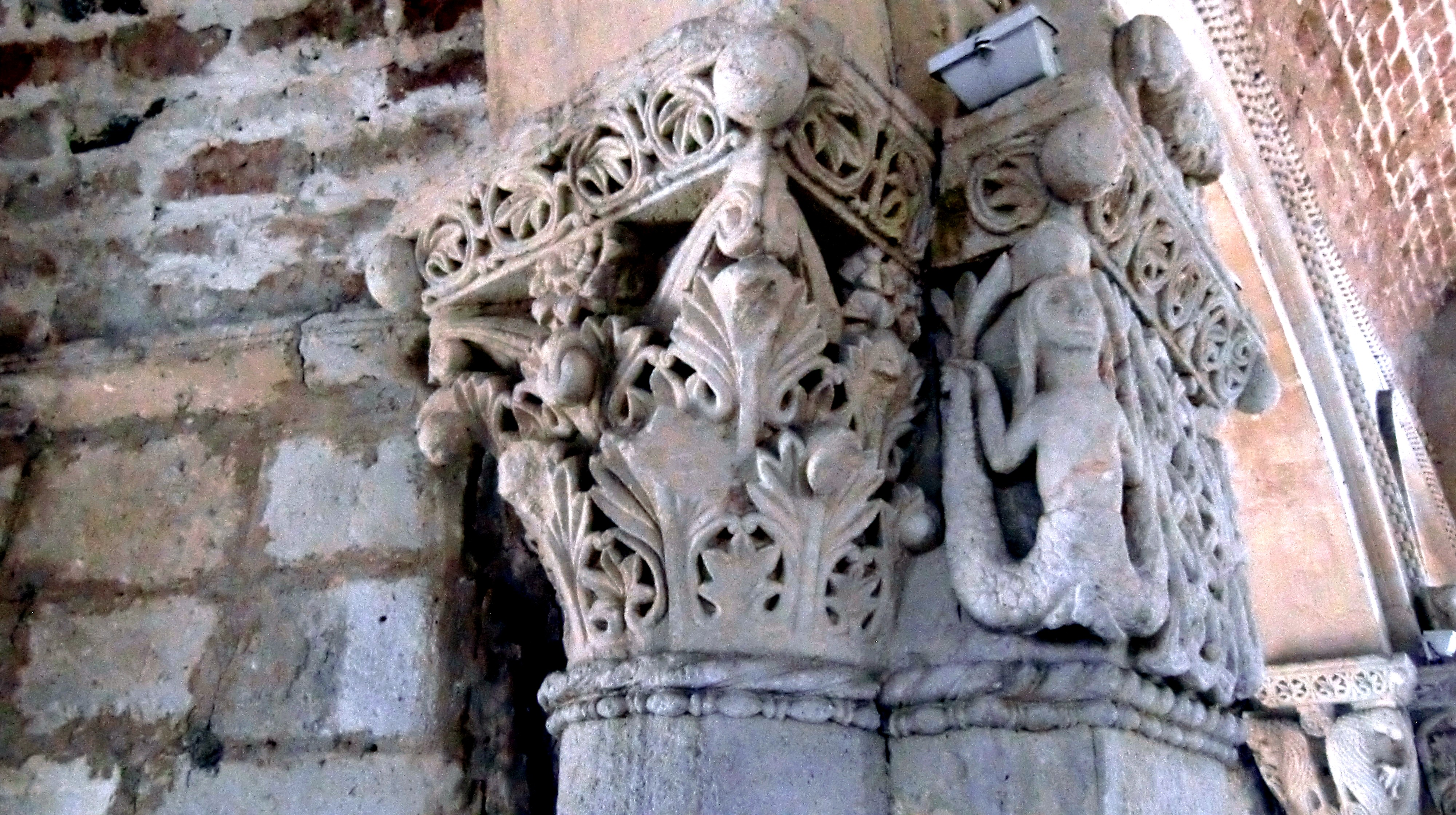
Capitello con foglie e fiori e capitello con sirena bicaudate
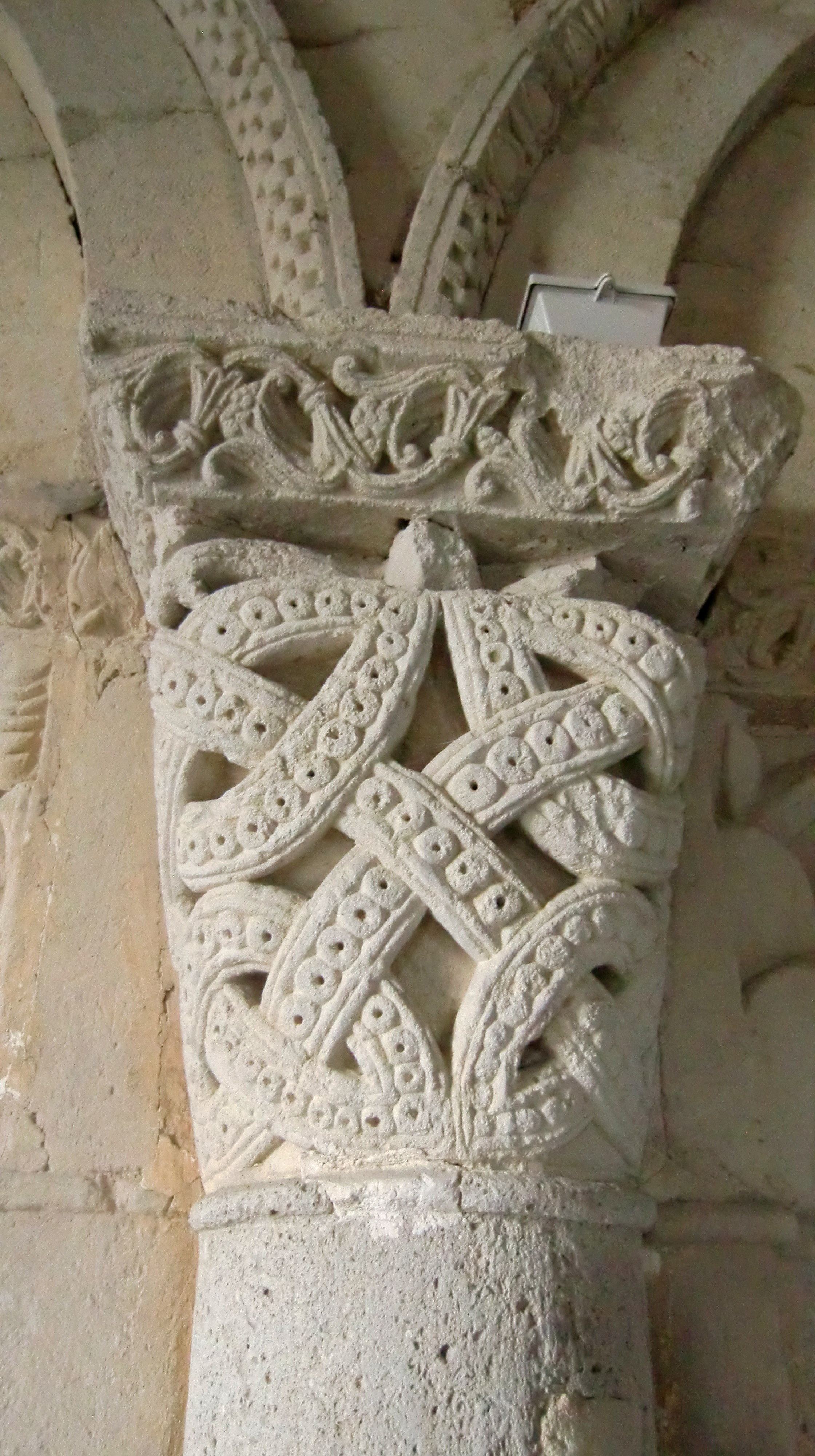
Capitello con motivo ad intreccio
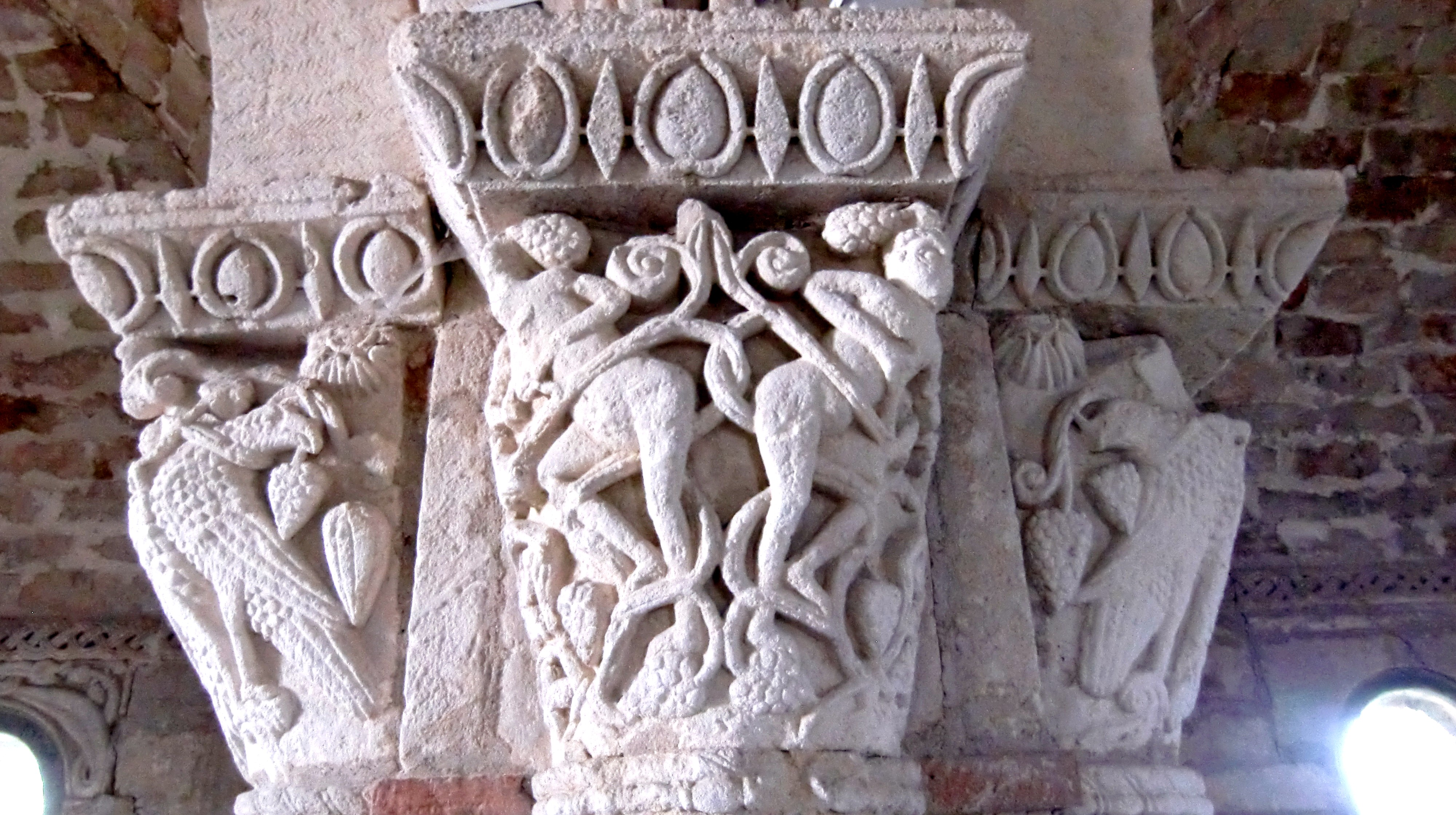
Capitello con figure umane avviluppate da tralci di vite
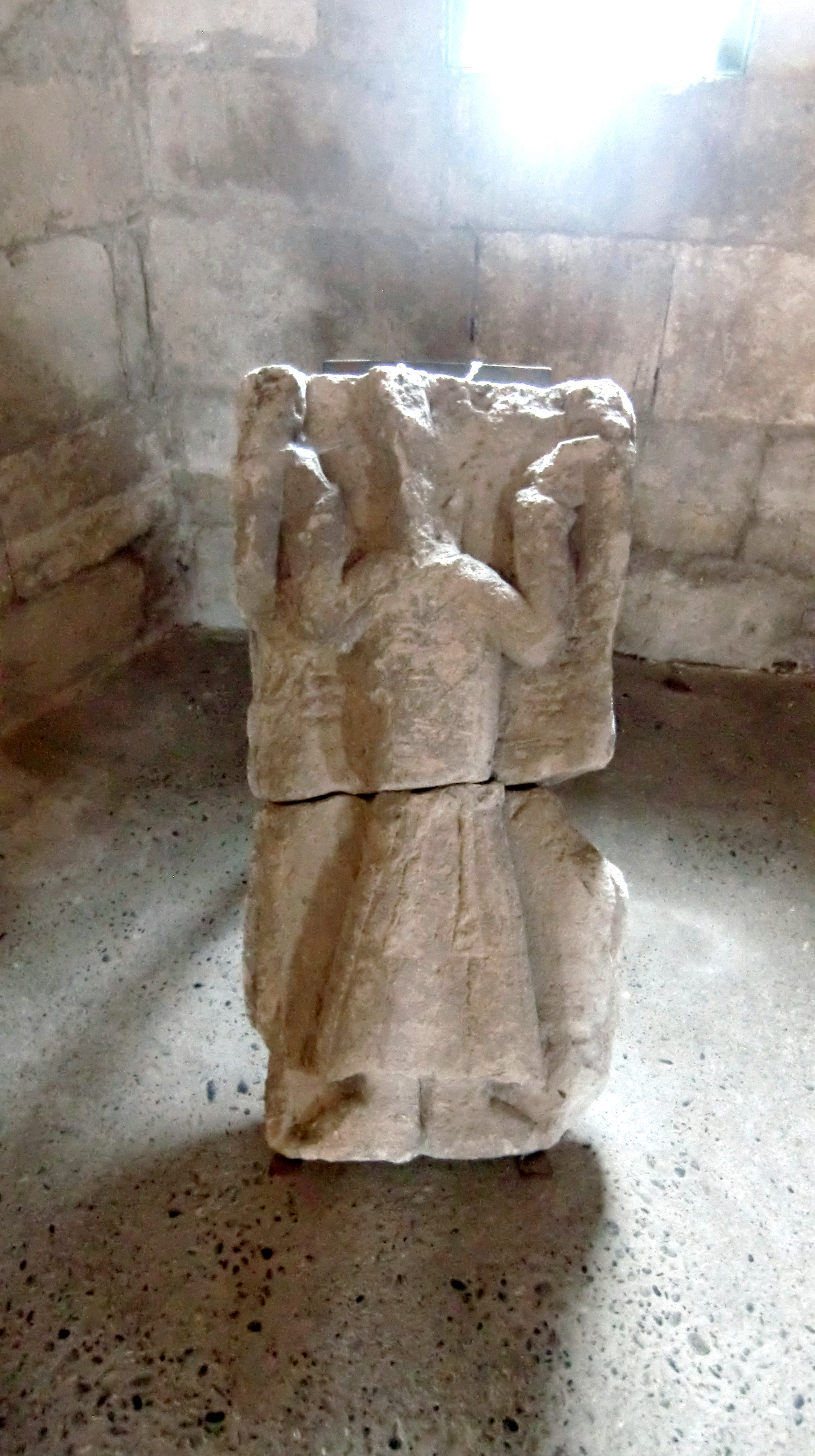
Telamone recuperato nei pressi della pieve